# أثر ضائر
الأثر الضائر هو أثرٌ ضار غير مرغوب به ناتج عن استخدام دواء أو تداخل آخر مثل الجراحة. قد يسمى الأثر الضار «أثر جانبي»، عندما يُعتبر أثرًا ثانويًا لأثر رئيس أو علاجي. إذا كان ناتجًا عن جرعة دوائية أو إجراء غير مناسب أو غير صحيح، يسمى هذا خطأ طبيًا لا مضاعفة. يُشار أحيانًا إلى الآثار الضارة على أنها «مشكلة علاجية المنشأ»؛ لأنها ناتجة عن الطبيب/العلاج. تحدث بعض الآثار الضارة فقط عند بدء العلاج أو زيادة جرعته أو وقفه.
قد يزيد استخدام دواء أو تداخل طبي آخر من مضادات الاستطباب من خطر الآثار الضارة. قد تسبب الآثار الضارة مضاعفات لمرض أو إجراء، فتؤثر سلبًا على إنذار المرض. قد تؤدي أيضًا إلى عدم الامتثال لنظام العلاج. أدت الآثار الضارة للعلاجات الطبية إلى ارتفاع حالات الوفاة إلى 142000 شخص في عام 2013 من 94000 حالة في عام 1990 على مستوى العالم.
تظهر النتيجة الضارة من خلال بعض النتائج مثل المرض والوفاة وتغيير في وزن الجسم ومستويات الإنزيمات والخلل الوظيفي، أو كتغيير مرضي يُكتشف على المستوى المجهري أو العياني أو الفيزيولوجي. قد تظهر أيضًا على هيئة أعراض يبلغ عنها المريض. قد تسبب الآثار الضائرة تغييرًا قابلًا للانعكاس أو غير قابل، بما في ذلك زيادة حساسية الفرد للـمواد الكيميائية أو الأطعمة أو الإجراءات الأخرى أو نقصانها، مثل التداخلات الدوائية.

## التصنيف
بالنسبة للأدوية، يمكن تعريف الآثار الضائرة على النحو التالي: «أي حدث طبي غير مرغوب به لدى مريض أو شخص يخضع للعلاج بمنتج صيدلاني باعتباره جزءًا من الفحص السريري وليس بالضرورة أن يكون له علاقة سببية بهذا العلاج».
في التجارب السريرية، نميز بين الحدث الضائر والحدث الضائر الخطير. بشكل عام، إذ يُعتبر أي حدث يتسبب في الوفاة أو بتلف دائم أو عيوب خلقية أو يتطلب دخول المستشفى حدثًا ضائرًا خطيرًا. غالبًا ما تُدرَج نتائج التجارب السريرية في ورقة تعريف الدواء لتوفر المعلومات لكلٍ من المرضى والأطباء المعالجين.
يشير مصطلح «مهددة للحياة» في سياق حدث ضائر خطير إلى حدث كان فيه المريض عرضةً لخطر الموت في وقت وقوع الحدث، وهو لا يشير إلى حدث يُفترض أن يكون سببًا للوفاة لو كان أكثر حدة.

## نظم الإبلاغ
في العديد من البلدان، يجب الإبلاغ عن حوادث الآثار الضائرة، والبحث في التجارب السريرية وإدراجها في ورقة المعلومات المصاحبة للأجهزة الطبية والأدوية التي تُباع للعامة. يجب على الباحثين في التجارب السريرية البشرية الإبلاغ عن هذه الأحداث ضمن تقارير الدراسة السريرية. تشير الأبحاث إلى أن الإبلاغ عن هذه الأحداث غالبًا لا يكون دقيقًا في التقارير المتاحة للعامة. بسبب عدم توفر هذه البيانات وعدم معرفة طرق إدراجها، غالبًا ما يبالغ الأفراد الذين يجرون مراجعات منهجية وتحاليل تلوية للتداخلات العلاجية في تقدير الفائدة الصحية دون أن يدركوا ذلك. لتحقيق التوازن وعدم المبالغة بتقدير المنفعة، دعا العلماء إلى تقديم تقارير كاملة عن الأضرار الناجمة عن التجارب السريرية.

### المملكة المتحدة
مخطط البطاقة الصفراء هو مبادرة المملكة المتحدة التي تديرها الوكالة التنظيمية للأدوية ومنتجات الرعاية الصحية ولجنة الأدوية البشرية لجمع معلومات حول الآثار الضائرة للأدوية. يشمل ذلك جميع الأدوية المرخصة، من الأدوية التي تصدر عن وصفة طبية إلى الأدوية التي تُباع دون وصفة طبية من السوبر ماركت. يشمل المخطط أيضًا جميع المكملات والمستحضرات العشبية والأدوية غير المرخصة الموجودة في نظم العلاج التجميلي. يمكن الإبلاغ عن التفاعلات الدوائية الضائرة لعدد من المتخصصين في الرعاية الصحية بما في ذلك الأطباء والصيادلة والممرضات بالإضافة إلى المرضى.

### الولايات المتحدة الأمريكية
في الولايات المتحدة، أُنشئت أنظمة إبلاغ متعددة، مثل نظام الإبلاغ عن الأحداث الضائرة للقاحات، وقاعدة بيانات تجربة الأجهزة للمصنّع والمستخدم، ونظام مراقبة الأحداث الضائرة الخاصة بالتغذية. يعَد ميدووتش مركز التقارير الرئيس الذي تديره إدارة الغذاء والدواء.

### أستراليا
في أستراليا، تدير عمليةَ الإبلاغ عن الآثار الضائرة اللجنةُ الاستشارية للتفاعلات الدوائية الضائرة، وهي لجنة فرعية تابعة للجنة الأسترالية لتقييم الأدوية. يكون الإبلاغ طوعيًا، وتطلب اللجنة الاستشارية للتفاعلات الدوائية الضائرة من اختصاصيي الرعاية الصحية الإبلاغ عن جميع ردود الفعل السلبية الناتجة عن استخدام الأدوية الحالية الهامة، وردود الفعل السلبية الخطيرة الناتجة عن أي دواء. تصدر اللجنة الاستشارية للتفاعلات الدوائية الضائرة النشرةَ الأسترالية للتفاعلات الدوائية الضائرة كل شهرين. يكلَّف برنامج الحكومة لجودة استخدام الأدوية بتنفيذ عمليات الإبلاغ هذه للحد من الآثار الضائرة التي يمكن تجنبها كل عام.

### القيود
من ناحية المبدأ، يُطلب من المهنيين الطبيين الإبلاغ عن جميع الآثار الضائرة المتعلقة بأي شكل من أشكال العلاج. في الممارسة العملية، يحدد المهنيون ما إذا كان الحدث الطبي له أي علاقة بالعلاج. على سبيل المثال، من غير المحتمل أن يُبلَغ عن كسر ساق مريض في حادث تزلج بعد عدة سنوات من تناوله صادات حيوية لعلاج ذات الرئة.
نتيجةً لذلك، قد لا تتضمن تقارير الآثار الضائرة الروتينية التأثيرات طويلة الأجل والخفيفة التي قد تُنسب في النهاية إلى العلاج.
إحدى الصعوبات هي تحديد مصدر الشكوى. قد يكون سبب صداع مريض يتناول دواء لعلاج الإنفلونزا هو المرض الأساسي أو قد يكون أثرًا ضائرًا ناجمًا عن العلاج. في المرحلة الأخيرة لمرضى السرطان، تكون الوفاة نتيجة محتملة للغاية، ويصعب تمييز ما إذا كان الدواء هو السبب أو ليس له علاقة بالحدث.

## إجراءات طبية
قد يكون للجراحة عدد من الآثار غير المرغوب بها أو الضارة، مثل العدوى والنزف والالتهابات والتندب والخلل الوظيفي أو تغيرات في التدفق الدموي الموضعي. يمكن أن تكون قابلةً للعكس أو غير قابلة للعكس، ويجب أن يجد الطبيب والمريض حلًا وسطًا بين النتائج المفيدة أو المنقِذة للجراحة وآثارها الضارة. على سبيل المثال، قد يضطر الطبيب لبتر أحد الأطراف في حالة الغرغرينا غير القابلة للعلاج، لكنه ينقذ حياة المريض. في الوقت الحاضر، إحدى أهم مزايا العمليات الجراحية طفيفة التوغل، مثل عملية تنظير البطن، هي الحد من الآثار الضائرة.
قد تؤدي العمليات الجسدية غير الجراحية الأخرى، مثل العلاج الإشعاعي عالي الكثافة، إلى حروق وتغييرات في الجلد. بشكل عام، تهدف هذه العلاجات إلى تجنب الأضرار التي تلحق بالأنسجة السليمة مع ضمان أثر علاجي أعظمي.
قد يكون للقاح آثار ضائرة بسبب طبيعة تصنيعه البيولوجي، الذي يتم أحيانًا باستخدام العوامل الممرضة والذيفانات الموهّنة. قد تشمل الآثار الضائرة الشائعة الحمى والتوعك وأعراضًا موضعية في موقع اللقاح. من النادر أن يحدث أثر ضائر خطير، مثل الإكزيما اللقاحية، وهي إحدى المضاعفات الوخيمة القاتلة في بعض الأحيان والتي قد تحدث لدى الأشخاص المصابين بالإكزيما أو التهاب الجلد التأتّبي.
قد يكون لإجراءات التشخيص أيضًا آثار ضائرة (اعتمادًا على ما إذا كانت متوغلة أو طفيفة التوغل أو غير متوغلة). على سبيل المثال، غالبًا ما تحدث تفاعلات الحساسية تجاه المواد الظليلة، وقد يسبب تنظير القولون ثقب في الجدار المعوي.

## الأدوية
يمكن أن تحدث الآثار الضائرة على شكل تأثيرات جانبية للعديد من التداخلات، لكنها مهمة بشكل خاص في علم الأدوية، نظرًا لاستخدامها الأوسع غير المضبوط أحيانًا بطرق التداوي الذاتي. وبالتالي، يعَد التناول المسؤول للأدوية قضيةً مهمة. تنتج الآثار الضائرة، كالتأثيرات العلاجية للأدوية، عن مستوى الجرعة أو الدواء في الأعضاء المستهدفة، لذلك يمكن تجنبها أو إنقاصها عن طريق الحرائك الدوائية الدقيقة المحددة، أي تغير مستوى الدواء في جسم الكائن الحي بتغير الزمن بعد تناوله.
قد تحدث الآثار الضائرة أيضًا بسبب تداخلات دوائية. يحدث هذا غالبًا عندما لا يخبر المريض الطبيب والصيدلي عن جميع الأدوية التي يتناولها، بما في ذلك المكملات العشبية والغذائية. قد يلعب الدواء الجديد دورًا ناهضًا أو حاصرًا (يحفز التأثير العلاجي المطلوب أو يقلله)، ما يتسبب في حدوث حالات أمراض ووفيات كثيرة في جميع أنحاء العالم. قد تحدث تداخلات بين الأدوية وبين الأدوية والأطعمة، ويمكن أن يكون لما تسمى «الأدوية الطبيعية» المستخدمة في الطب البديل آثار ضائرة خطيرة. على سبيل المثال، من المعروف أن خلاصات نبتة القديس يوحنا المثقبة (العرن المثقوب) -وهي دواء عشبي يُستخدم لعلاج الاكتئاب الخفيف- تسبب زيادة في إنزيمات السيتوكروم بي450 المسؤولة عن استقلاب العديد من الأدوية وإزالتها، لذلك من المحتمل أن يعاني المرضى الذين يتناولونها من انخفاض المستويات الدموية للأدوية التي يتناولونها لأغراض أخرى، مثل الأدوية الكيميائية لعلاج السرطان، ومثبطات البروتياز لعلاج فيروس العوز المناعي البشر ووسائل منع الحمل الهرمونية.

## أمثلة مع أدوية محددة
- الإجهاض المحرَّض أو التلقائي أو النزف الرحمي نتيجة تناول الميزوبروستول، وهو دواء يحرض المخاض (استُخدم الأثر الضائر بهذه الحالة بشكل قانوني وغير قانوني لإجراء عمليات الإجهاض).[10]
- الإدمان على العديد من المهدئات والمسكنات، مثل الديازيبام والمورفين… إلخ.[11]
- العيوب الخلقية الناجمة عن التاليدوميد.
- نزيف الأمعاء الناجم عن المعالجة بالأسبرين.[12]
- أمراض القلب والأوعية الدموية الناجمة عن مثبطات كوكس-2 (مثل فيوكس)[13]
- الصمم والفشل الكلوي الناجم عن الجنتاميسين (صاد حيوي).[14]
- الموت بعد التخدير، عند الأطفال نتيجة البروبوفول (ديبريفان).[15]
- الاكتئاب أو إصابة الكبد الناجمة عن الإنترفيرون.[16]
- مرض السكري الناجم عن الأدوية المضادة للذهان غير النمطية (الأدوية النفسية المضادة للذهان).[17]
- الإسهال الناجم عن استخدام أورليستات (زينيكال).[18]
- ضعف الانتصاب الناجم عن العديد من الأدوية، مثل مضادات الاكتئاب.[19]
- الحمى الناجمة عن اللقاح.[20][21]
- الزرق (الغلوكوما) الناجم عن قطرات العين الحاوية على كورتيكوستيرويدات.[22]
- قد يحدث تساقط شعر وفقر دم نتيجة العلاج الكيميائي للسرطان وابيضاض الدم، إلخ.[23]
- الصداع بعد التخدير النخاعي.[24]